# Canton de Mazamet-Nord-Est
Le canton de Mazamet-Nord-Est est un ancien canton français situé dans le département du Tarn.

## Géographie
Ce canton était organisé autour de Mazamet dans l'arrondissement de Castres. Son altitude variait de 185 m (Payrin-Augmontel) à 1 176 m (Mazamet) pour une altitude moyenne de 333 m.

## Histoire
En 1973, l'ancien canton de Mazamet est remplacé par les cantons de Mazamet-Nord-Est  et de  Mazamet-Sud-Ouest.

## Représentation

### Conseillers généraux de l'ancien canton de Mazamet (de 1833 à 1973)
| Période         | Période          | Identité                           | Étiquette       | Qualité |
| --------------- | ---------------- | ---------------------------------- | --------------- | --- |
| 1833            | 1836             | Pierre Vidal                       |                 | Négociant, maire de Mazamet |
| 1836            | 1852             | Jean-de-Dieu Soult Duc de Dalmatie |                 | Maréchal de France, Pair de France Ancien Président du Conseil des Ministres Ministre, propriétaire du château de Saint-Amans-Labastide |
| 1852            | 1870             | Philippe Olombel (1819-1874)       |                 | Propriétaire manufacturier, maire de Mazamet                                                                                            |
| 1870            | 1871             | Hector Lautard                     |                 | Médecin, adjoint au maire de Mazamet |
| 1871            | 1904             | Édouard Barbey                     | Républicain     | Officier de marine Maire de Mazamet (1888-1896) Sénateur (1882-1905) Président du Conseil Général                                       |
| 1904            | 1906 (décès)     | Albert Rouvière                    | Conservateur    | Maire de Mazamet (1896-1906) |
| 1906            | 1910             | Amédée Reille                      | Conservateur    | Ancien officier de marine Député (1899-1914)                                                                                            |
| 1910            | 1919             | Eugène Alba-Lasource               | Républicain     | Industriel à Mazamet Maire de Pont-de-Larn                                                                                              |
| 1919            | 1934             | Georges Tournier                   | Conservateur    | Ingénieur, industriel et agriculteur Maire de Mazamet (1919-1934)                                                                       |
| 1934            | 1937 (démission) | Paul-Émile Durand                  | RG              | Négociant en laine à Mazamet |
| 1937            | 1940             | Gilbert Verdier                    | Union Nationale | Manufacturier Adjoint au maire de Mazamet                                                                                               |
|                 |                  |                                    |                 | |
| 1942            | 1945             | Charles Cazenave                   |                 | Maire de Mazamet (1934-1944 et 1953) Nommé conseiller départemental en 1942                                                             |
|                 |                  |                                    |                 | |
| 1945            | 1949 (décès)     | Alfred Huc                         | RI              | Industriel, adjoint au maire de Mazamet                                                                                                 |
| 23 octobre 1949 | 1955             | Louis Bertrand                     | MRP             | Ingénieur EDF, adjoint au maire de Mazamet                                                                                              |
| 1955            | 1967             | Pierre Barraillé                   | DVD             | Industriel - Maire de Mazamet (1953-1977)                                                                                               |
| 1967            | 1973             | Pierre Sagnes                      | Rad. puis MRG   | Industriel délaineur, adjoint au maire d'Aussillon                                                                                      |

### Conseillers d'arrondissement du canton de Mazamet (de 1833 à 1940)
| Période                                  | Période      | Identité                     | Étiquette          | Qualité |
| ---------------------------------------- | ------------ | ---------------------------- | ------------------ | --- |
| 1833                                     | 1839         | M. Bosviel                   |                    | Commissionnaire à Mazamet                                                                                   |
|                                          |              |                              |                    | |
| 1848                                     |              | Léopold Escande              |                    | Notaire à Mazamet                                                                                           |
|                                          |              |                              |                    | |
|                                          | 1882 (décès) | Théodore Maraval (1813-1882) |                    | Fabricant de draps à Boissezon                                                                              |
|                                          |              |                              |                    | |
| 1889                                     | 1891 (décès) | Armand Boudou (1838-1891)    | Républicain        | Manufacturier à Mazamet                                                                                     |
| 1891                                     | 1896 (décès) | Louis Caville (1831-1896)    | Républicain modéré | Négociant et propriétaire à Mazamet                                                                         |
| 30 août 1896                             |              | Aimé Crombel                 | Républicain        | |
|                                          |              |                              |                    | |
| 1901                                     |              | M. Bousquet                  | Conservateur       | |
|                                          |              |                              |                    | |
| 1925                                     | 1940         | Edmond Poursines             | Union nationale    | Président de la société de secours mutuel Saint-André, Aussillon                                            |
| 1940                                     |              |                              |                    | Les conseils d'arrondissement ont été suspendus par la loi du 12 octobre 1940 et n'ont jamais été réactivés |
| Les données manquantes sont à compléter. |              |                              |                    | |

### Conseillers généraux du canton de Mazamet-Nord, de 1973 à 2015
| Période | Période | Identité           | Étiquette    | Qualité                                                                    |
| ------- | ------- | ------------------ | ------------ | -------------------------------------------------------------------------- |
| 1973    | 2004    | Jean-Pierre Cabané | DVG puis PRG | Négociant en fruits et légumes Conseiller municipal de Mazamet (1971-1995) |
| 2004    | 2015    | Jean-Louis Henry   | PS           | Retraité de l'enseignement Maire de Payrin-Augmontel (1989-2008)           |

## Composition
| Communes                | Population (2012) | Code postal | Code Insee |
| ----------------------- | ----------------- | ----------- | ---------- |
| Boissezon               | 390               | 81490       | 81034      |
| Mazamet                 | 10 544 (1)        | 81200       | 81163      |
| Payrin-Augmontel        | 2 002             | 81660       | 81204      |
| Pont-de-Larn            | 2 737             | 81660       | 81209      |
| Le Rialet               | 40                | 81240       | 81223      |
| Saint-Salvy-de-la-Balme | 569               | 81490       | 81269      |
| Le Vintrou              | 70                | 81240       | 81321      |

(1) fraction de commune.

## Démographie
| 1962 | 1968  | 1975  | 1982  | 1990  | 1999  | 2010  |
| ---- | ----- | ----- | ----- | ----- | ----- | ----- |
| -    | 4 838 | 4 991 | 5 351 | 5 681 | 5 779 | 6 144 |